# João de Noronha, senhor de Sortelha
Dom João de Noronha, o Dentes (1420 — ????), senhor de Sortelha, foi um nobre português, filho de Dom Fernando de Noronha, 2.º Conde de Vila Real com Dona Brites de Menezes, 2.ª Condessa de Vila Real. Foi governador de Ceuta, entre 1481 e 1487, combatente na Batalha de Alcácer Ceguer e governador da casa de D. Joana, a Excelente Senhora
Casou-se com Dona Joana de Castro, senhora de Cascais e Monsanto, com quem teve 6 filhos. Entre eles Pedro de Castro, 3.º Conde de Monsanto.